# Steele Bishop
Steele Roy Bishop (ur. 29 kwietnia 1953 w Perth) – australijski kolarz torowy i szosowy, złoty medalista torowych mistrzostw świata.

## Kariera
Największy sukces w karierze Steele Bishop osiągnął w 1983 roku, kiedy zdobył złoty medal w indywidualnym wyścigu na dochodzenie zawodowców podczas mistrzostw świata w Zurychu. W zawodach tych bezpośrednio wyprzedził Szwajcara Roberta Dill-Bundiego oraz Duńczyka Hansa-Henrika Ørsteda. W 1972 roku wystartował na igrzyskach olimpijskich w Monachium, gdzie wraz z kolegami z reprezentacji zajął dziesiąte miejsce w drużynowym wyścigu na dochodzenie. Startował także w wyścigach szosowych, zwyciężając między innymi w klasyfikacji generalnej australijskiego Griffin 1000 West w 1983 roku.